# Liste des cantons de Lot-et-Garonne

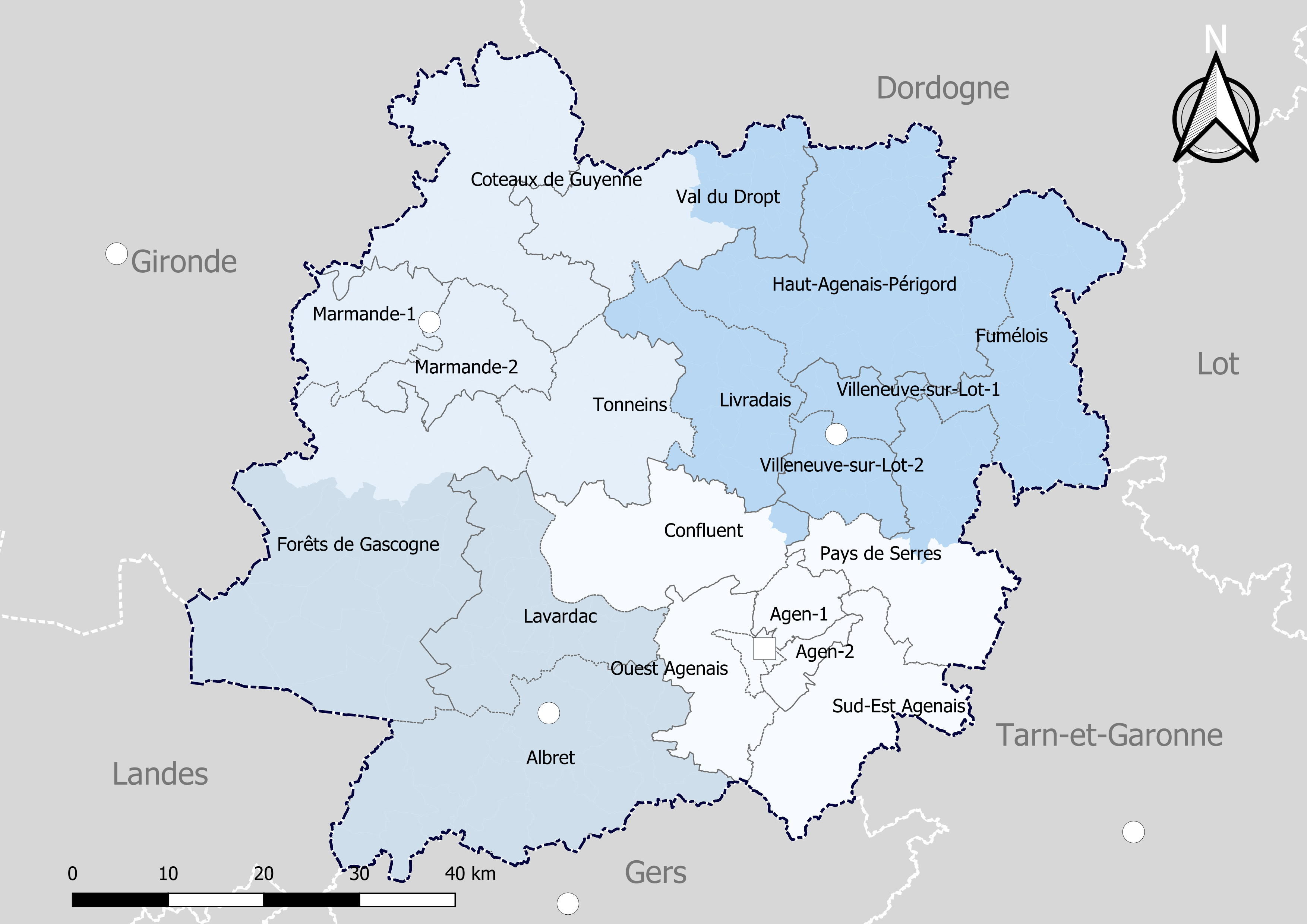
Découpage cantonal du département de Lot-et-Garonne, avec en surimpression les arrondissements (en nuances de bleu) - Carte arrêtée au 1er janvier 2019.

Le département français de Lot-et-Garonne était divisé en 40 cantons depuis 1984. À partir de 2015, ce nombre est réduit à 21 à la suite du redécoupage cantonal de 2014.

## Histoire

### Découpage cantonal entre 1984 et 2015
Le canton d'Agen-Est est divisé en deux cantons (Agen - Sud-Est et Agen - Nord-Est) par décret du 24 décembre 1984. Depuis cette date le département de Lot-et-Garonne comprend 40 cantons. La répartition par arrondissement est la suivante :
- Arrondissement d'Agen (12 cantons) :

Canton d'Agen-Centre - Canton d'Agen-Nord - Canton d'Agen-Nord-Est - Canton d'Agen-Ouest - Canton d'Agen-Sud-Est - Canton d'Astaffort - Canton de Beauville - Canton de Laplume - Canton de Laroque-Timbaut - Canton de Port-Sainte-Marie - Canton de Prayssas - Canton de Puymirol
- Arrondissement de Marmande (10 cantons) :

Canton de Bouglon - Canton de Castelmoron-sur-Lot - Canton de Duras - Canton de Lauzun - Canton de Marmande-Est - Canton de Marmande-Ouest - Canton du Mas-d'Agenais - Canton de Meilhan-sur-Garonne - Canton de Seyches - Canton de Tonneins
- Arrondissement de Nérac (7 cantons) :

Canton de Casteljaloux - Canton de Damazan - Canton de Francescas - Canton de Houeillès - Canton de Lavardac - Canton de Mézin - Canton de Nérac
- Arrondissement de Villeneuve-sur-Lot (11 cantons) :

Canton de Cancon - Canton de Castillonnès - Canton de Fumel - Canton de Monclar - Canton de Monflanquin - Canton de Penne-d'Agenais - Canton de Sainte-Livrade-sur-Lot - Canton de Tournon-d'Agenais - Canton de Villeneuve-sur-Lot-Nord - Canton de Villeneuve-sur-Lot-Sud - Canton de Villeréal

### Redécoupage cantonal de 2014
Dans la poursuite de la réforme territoriale engagée en 2010, l'Assemblée nationale adopte définitivement le 17 avril 2013 la réforme du mode de scrutin pour les élections départementales destinée à garantir la parité hommes/femmes. Les lois (loi organique 2013-402 et loi 2013-403) sont promulguées le 17 mai 2013. Un nouveau découpage territorial est défini par décret du 26 février 2014 pour le département de Lot-et-Garonne. Celui-ci entre en vigueur lors du premier renouvellement général des assemblées départementales suivant la publication du décret, soit en mars 2015. Les conseillers départementaux sont élus au scrutin majoritaire binominal mixte. Les électeurs de chaque canton éliront au Conseil départemental, nouvelle appellation des Conseils généraux, deux membres de sexe différent, qui se présenteront en binôme de candidats. Les conseillers départementaux seront élus pour 6 ans au scrutin binominal majoritaire à deux tours, l'accès au second tour nécessitant 10 % des inscrits au 1er tour. En outre la totalité des conseillers départementaux est renouvelée.
Ce nouveau mode de scrutin nécessite un redécoupage des cantons dont le nombre est divisé par deux avec arrondi à l'unité impaire supérieure si ce nombre n'est pas entier impair et avec des conditions de seuils minimaux. En Lot-et-Garonne le nombre de cantons passe ainsi de 40 à 21.
Les critères du remodelage cantonal sont les suivants : le territoire de chaque canton doit être défini sur des bases essentiellement démographiques, le territoire de chaque canton doit être continu et les communes de moins de 3 500 habitants sont entièrement comprises dans le même canton. Il n’est fait référence, ni aux limites des arrondissements, ni à celles des circonscriptions législatives.
Conformément à de multiples décisions du Conseil constitutionnel depuis 1985 et notamment sa décision no 2010-618 DC du 9 décembre 2010, il est admis que le principe d’égalité des électeurs au regard des critères démographiques est respecté lorsque le ratio conseiller/habitant de la circonscription est compris dans une fourchette de 20 % de part et d'autre du ratio moyen conseiller/habitant du département. Pour le département de Lot-et-Garonne, la population de référence est la population légale en vigueur au 1er janvier 2013, à savoir la population millésimée 2010, soit 331 123 habitants. Avec 21 cantons la population moyenne par conseiller départemental est de 15 768 habitants. Ainsi la population de chaque nouveau canton doit-elle être comprise entre 12 614 habitants et 18 921 habitants pour respecter le principe de l'égalité citoyenne au vu des critères démographiques.

## Composition actuelle

### Composition détaillée
| N° | Nom du Canton            | Bureau centralisateur  | Population 2010                     | Écart /moyenne | Nombre de communes entières     | Communes composant le canton |
| -- | ------------------------ | ---------------------- | ----------------------------------- | -------------- | ------------------------------- | --- |
| 1  | Agen-1                   | Agen                   | 10 304 + fraction Agen              |                | 3 + fraction Agen               | 1° Les communes suivantes : Bajamont, Foulayronnes, Pont-du-Casse. 2° La partie de la commune d'Agen située au nord et à l'est de l'axe des voies et limites suivantes : depuis la limite territoriale de la commune de Bon-Encontre, ligne de chemin de fer de Bordeaux à Sète, avenue Henri-Barbusse, place du 14-Juillet, cours du 14-Juillet, pont de la Libération, avenue de Stalingrad, chemin départemental n° 4, avenue de Gaillard, chemin d'Agen à Foulayronnes, jusqu'à la limite territoriale de la commune de Foulayronnes. |
| 2  | Agen-2                   | Agen                   | 11 514 + fraction Agen              |                | 2 + fraction Agen               | 1° Les communes suivantes : Boé, Bon-Encontre. 2° La partie de la commune d'Agen située au sud et à l'est de l'axe des voies et limites suivantes : depuis la limite territoriale de la commune de Bon-Encontre, ligne de chemin de fer de Bordeaux à Sète, avenue Henri-Barbusse, place du 14-Juillet, avenue Jean-Jaurès, jusqu'à la limite territoriale de la commune de Boé. |
| 3  | Agen-3                   | Agen                   | + fraction Agen                     |                | + fraction Agen                 | Partie de la commune d'Agen située au sud de l'axe des voies et limites suivantes : depuis la limite territoriale de la commune de Boé, avenue du Maréchal-Leclerc, rue de Sevin, boulevard de la Liberté, boulevard du Président-Carnot, rue Diderot, rue Montesquieu, rue Mirabeau, cours Gambetta, rue Lomet, rue Richard-Cœur-de-Lion, rue de la Garonne, place des Laitiers, rue des Cornières, place Barbès, rue Molinier, place du Poids-de-la-Ville, rue Emile-Sentini, place Castex, boulevard de la République, place du 14-Juillet, avenue Jean-Jaurès (route départementale 813), jusqu'à la limite territoriale de la commune de Boé. |
| 4  | Agen-4                   | Agen                   | 9 395 + fraction Agen               |                | 1 + fraction Agen               | 1° La commune suivante : Le Passage. 2° La partie de la commune d'Agen non comprise dans les cantons d'Agen-1, d'Agen-2 et d'Agen-3. |
| 5  | L'Albret                 | Nérac                  | 16 754                              | 1,06           | 22                              | Andiran, Calignac, Espiens, Fieux, Francescas, Fréchou, Lamontjoie, Lannes, Lasserre, Mézin, Moncaut, Moncrabeau, Montagnac-sur-Auvignon, Nérac, Nomdieu, Poudenas, Réaup-Lisse, Saint-Pé-Saint-Simon, Saint-Vincent-de-Lamontjoie, Sainte-Maure-de-Peyriac, Saumont, Sos. |
| 6  | Le Confluent             | Aiguillon              | 14 224                              | 0,9            | 20                              | Aiguillon, Bazens, Bourran, Clermont-Dessous, Cours, Frégimont, Galapian, Granges-sur-Lot, Lacépède, Lagarrigue, Laugnac, Lusignan-Petit, Madaillan, Montpezat, Nicole, Port-Sainte-Marie, Prayssas, Saint-Salvy, Saint-Sardos, Sembas. |
| 7  | Les Coteaux de Guyenne   | Duras                  | 12 666                              | 0,8            | 34                              | Agmé, Auriac-sur-Dropt, Baleyssagues, Cambes, Castelnau-sur-Gupie, Caubon-Saint-Sauveur, Duras, Escassefort, Esclottes, Jusix, Lachapelle, Lagupie, Lévignac-de-Guyenne, Loubès-Bernac, Mauvezin-sur-Gupie, Monteton, Montignac-Toupinerie, Moustier, Pardaillan, Puymiclan, Saint-Astier, Saint-Avit, Saint-Barthélemy-d'Agenais, Saint-Géraud, Saint-Jean-de-Duras, Saint-Martin-Petit, Saint-Pierre-sur-Dropt, Saint-Sernin, Sainte-Colombe-de-Duras, La Sauvetat-du-Dropt, Savignac-de-Duras, Seyches, Soumensac, Villeneuve-de-Duras. |
| 8  | Les Forêts de Gascogne   | Casteljaloux           | 15 533                              | 0,99           | 32                              | Allons, Antagnac, Anzex, Argenton, Beauziac, Bouglon, Boussès, Calonges, Casteljaloux, Caubeyres, Durance, Fargues-sur-Ourbise, Grézet-Cavagnan, Guérin, Houeillès, Labastide-Castel-Amouroux, Lagruère, Leyritz-Moncassin, Le Mas-d'Agenais, Pindères, Pompogne, Poussignac, La Réunion, Romestaing, Ruffiac, Saint-Martin-Curton, Sainte-Gemme-Martaillac, Sainte-Marthe, Sauméjan, Sénestis, Villefranche-du-Queyran, Villeton. |
| 9  | Le Fumélois              | Fumel                  | 18 563                              | 1,18           | 19                              | Anthé, Blanquefort-sur-Briolance, Bourlens, Cazideroque, Condezaygues, Courbiac, Cuzorn, Fumel, Lacapelle-Biron, Masquières, Monsempron-Libos, Montayral, Saint-Front-sur-Lémance, Saint-Georges, Saint-Vite, Sauveterre-la-Lémance, Thézac, Tournon-d'Agenais, Trentels. |
| 10 | Le Haut-Agenais Périgord | Monflanquin            | 13 753                              | 0,87           | 33                              | Beaugas, Boudy-de-Beauregard, Bournel, Cancon, Castelnaud-de-Gratecambe, Dévillac, Doudrac, Gavaudun, Lacaussade, Laussou, Mazières-Naresse, Monbahus, Monflanquin, Monségur, Montagnac-sur-Lède, Montaut, Monviel, Moulinet, Pailloles, Parranquet, Paulhiac, Rayet, Rives, Saint-Aubin, Saint-Étienne-de-Villeréal, Saint-Eutrope-de-Born, Saint-Martin-de-Villeréal, Saint-Maurice-de-Lestapel, Salles, La Sauvetat-sur-Lède, Savignac-sur-Leyze, Tourliac, Villeréal. |
| 11 | Lavardac                 | Lavardac               | 13 493                              | 0,86           | 20                              | Ambrus, Barbaste, Bruch, Buzet-sur-Baïse, Damazan, Feugarolles, Lavardac, Mongaillard, Monheurt, Montesquieu, Pompiey, Puch-d'Agenais, Razimet, Saint-Laurent, Saint-Léger, Saint-Léon, Saint-Pierre-de-Buzet, Thouars-sur-Garonne, Vianne, Xaintrailles. |
| 12 | Le Livradais             | Sainte-Livrade-sur-Lot | 15 095                              | 0,96           | 14                              | Allez-et-Cazeneuve, Casseneuil, Dolmayrac, Fongrave, Monclar, Montastruc, Pinel-Hauterive, Saint-Étienne-de-Fougères, Saint-Pastour, Sainte-Livrade-sur-Lot, Le Temple-sur-Lot, Tombebœuf, Tourtrès, Villebramar. |
| 13 | Marmande-1               | Marmande               | 9 286 + fraction Marmande           |                | 9 + fraction Marmande           | 1° Les communes suivantes : Beaupuy, Cocumont, Couthures-sur-Garonne, Gaujac, Marcellus, Meilhan-sur-Garonne, Montpouillan, Saint-Sauveur-de-Meilhan, Sainte-Bazeille. 2° La partie de la commune de Marmande située à l'ouest de l'axe des voies et limites suivantes : depuis la limite territoriale de la commune de Saint-Pardoux-du-Breuil, cours de la Garonne, boulevard Richard-Cœur-de-Lion depuis l'embouchure du Trec, terrasse du Château, rue du Général-Brun, rue Léopold-Faye, rue Charles-de-Gaulle, rue du Docteur-Courret, rue du Fougard, place du Fougard, avenue Deluns-Montaud, boulevard de la Liberté, rue des Isserts, rue Anatole-France, rue de Sigalas, rue des Bouvreuils, rue de Lagassat, avenue Condorcet, chemin des Carmes, ligne droite dans le prolongement du chemin des Carmes, jusqu'à la limite territoriale de la commune de Mauvezin-sur-Gupie. |
| 14 | Marmande-2               | Marmande               | 8 501 + fraction Marmande           |                | 10 + fraction Marmande          | 1° Les communes suivantes : Birac-sur-Trec, Caumont-sur-Garonne, Fauguerolles, Fourques-sur-Garonne, Gontaud-de-Nogaret, Longueville, Saint-Pardoux-du-Breuil, Samazan, Taillebourg, Virazeil. 2° La partie de la commune de Marmande non comprise dans le canton de Marmande-1. |
| 15 | L'Ouest agenais          | Colayrac-Saint-Cirq    | 16 236                              | 1,03           | 11                              | Aubiac, Brax, Colayrac-Saint-Cirq, Estillac, Laplume, Marmont-Pachas, Moirax, Roquefort, Saint-Hilaire-de-Lusignan, Sainte-Colombe-en-Bruilhois, Sérignac-sur-Garonne. |
| 16 | Le Pays de Serres        | Penne-d'Agenais        | 12 989                              | 0,82           | 23                              | Auradou, Beauville, Blaymont, Cassignas, Castella, Cauzac, La Croix-Blanche, Dausse, Dondas, Engayrac, Frespech, Laroque-Timbaut, Massels, Massoulès, Monbalen, Penne-d'Agenais, Saint-Martin-de-Beauville, Saint-Maurin, Saint-Robert, Saint-Sylvestre-sur-Lot, La Sauvetat-de-Savères, Tayrac, Trémons. |
| 17 | Le Sud-Est Agenais       | Layrac                 | 16 343                              | 1,04           | 19                              | Astaffort, Castelculier, Caudecoste, Clermont-Soubiran, Cuq, Fals, Grayssas, Lafox, Layrac, Puymirol, Saint-Caprais-de-Lerm, Saint-Jean-de-Thurac, Saint-Nicolas-de-la-Balerme, Saint-Pierre-de-Clairac, Saint-Romain-le-Noble, Saint-Sixte, Saint-Urcisse, Sauvagnas, Sauveterre-Saint-Denis. |
| 18 | Tonneins                 | Tonneins               | 17 693                              | 1,12           | 13                              | Brugnac, Castelmoron-sur-Lot, Clairac, Coulx, Fauillet, Grateloup-Saint-Gayrand, Hautesvignes, Labretonie, Lafitte-sur-Lot, Laparade, Tonneins, Varès, Verteuil-d'Agenais. |
| 19 | Le Val du Dropt          | Miramont-de-Guyenne    | 12 877                              | 0,82           | 25                              | Agnac, Allemans-du-Dropt, Armillac, Bourgougnague, Cahuzac, Castillonnès, Cavarc, Douzains, Ferrensac, Lalandusse, Laperche, Lauzun, Lavergne, Lougratte, Miramont-de-Guyenne, Montauriol, Montignac-de-Lauzun, Peyrière, Puysserampion, Roumagne, Saint-Colomb-de-Lauzun, Saint-Pardoux-Isaac, Saint-Quentin-du-Dropt, Ségalas, Sérignac-Péboudou. |
| 20 | Villeneuve-sur-Lot-1     | Villeneuve-sur-Lot     | 1 260 + fraction Villeneuve-sur-Lot |                | 1 + fraction Villeneuve-sur-Lot | 1° La commune suivante : Lédat. 2° La partie de la commune de Villeneuve-sur-Lot située sur la rive droite du Lot. |
| 21 | Villeneuve-sur-Lot-2     | Villeneuve-sur-Lot     | 8 750 + fraction Villeneuve-sur-Lot |                | 5 + fraction Villeneuve-sur-Lot | 1° Les communes suivantes : Bias, Hautefage-la-Tour, Pujols, Saint-Antoine-de-Ficalba, Sainte-Colombe-de-Villeneuve. 2° La partie de la commune de Villeneuve-sur-Lot située sur la rive gauche du Lot. |
|    |                          |                        | 331 123                             |                | 319                             | |

### Répartition par arrondissement
Contrairement à l'ancien découpage où chaque canton était inclus à l'intérieur d'un seul arrondissement, le nouveau découpage territorial s'affranchit des limites des arrondissements. Certains cantons peuvent être composés de communes appartenant à des arrondissements différents. Dans le département de Lot-et-Garonne, c'est le cas de quatre cantons (Le Confluent, Les Forêts de Gascogne, Le Pays de Serres et Le Val du Dropt).
Le tableau suivant présente la répartition par arrondissement :
| N° | Canton                   | Agen              | Marmande               | Villeneuve-sur-Lot              | Nérac | Total                           |
| -- | ------------------------ | ----------------- | ---------------------- | ------------------------------- | ----- | ------------------------------- |
| 1  | Agen-1                   | 3 + fraction Agen |                        |                                 |       | 3 + fraction Agen               |
| 2  | Agen-2                   | 2 + fraction Agen |                        |                                 |       | 2 + fraction Agen               |
| 3  | Agen-3                   | fraction Agen     |                        |                                 |       | fraction Agen                   |
| 4  | Agen-4                   | 1 + fraction Agen |                        |                                 |       | 1 + fraction Agen               |
| 5  | L'Albret                 |                   |                        |                                 | 22    | 22                              |
| 6  | Le Confluent             | 19                |                        | 1                               |       | 20                              |
| 7  | Les Coteaux de Guyenne   |                   | 34                     |                                 |       | 34                              |
| 8  | Les Forêts de Gascogne   |                   | 16                     |                                 | 16    | 32                              |
| 9  | Le Fumélois              |                   |                        | 19                              |       | 19                              |
| 10 | Le Haut-Agenais Périgord |                   |                        | 33                              |       | 33                              |
| 11 | Lavardac                 |                   |                        |                                 | 20    | 20                              |
| 12 | Le Livradais             |                   |                        | 14                              |       | 14                              |
| 13 | Marmande-1               |                   | 9 + fraction Marmande  |                                 |       | 9 + fraction Marmande           |
| 14 | Marmande-2               |                   | 10 + fraction Marmande |                                 |       | 10 + fraction Marmande          |
| 15 | L'Ouest agenais          | 11                |                        |                                 |       | 11                              |
| 16 | Le Pays de Serres        | 15                |                        | 8                               |       | 23                              |
| 17 | Le Sud-Est Agenais       | 19                |                        |                                 |       | 19                              |
| 18 | Tonneins                 |                   | 13                     |                                 |       | 13                              |
| 19 | Le Val du Dropt          |                   | 15                     | 10                              |       | 25                              |
| 20 | Villeneuve-sur-Lot-1     |                   |                        | 1 + fraction Villeneuve-sur-Lot |       | 1 + fraction Villeneuve-sur-Lot |
| 21 | Villeneuve-sur-Lot-2     |                   |                        | 5 + fraction Villeneuve-sur-Lot |       | 5 + fraction Villeneuve-sur-Lot |
|    |                          | 71                | 98                     | 92                              | 58    | 319                             |